# Piec akumulacyjny
Piec akumulacyjny – grzejnik elektryczny,wypełniony blokiem cegieł (najczęściej stopu magnetytowego), charakteryzujących się dużą pojemnością cieplną. We wnętrzu bloku umieszczone są grzałki elektryczne a całość izolowana jest materiałami izolacyjnymi. Blok akumulacyjny nagrzewa się przez kilka godzin dzięki grzałkom do bardzo wysokich temperatur, a przez pozostałą część doby oddaje ciepło do otoczenia bez pobierania energii. Ze względu na sposób oddawania zgromadzonego ciepła do otoczenia piece akumulacyjne dzielą się na statyczne i dynamiczne.
Aby używanie pieca akumulacyjnego było ekonomiczne należy podłączyć go do instalacji wyposażonej w licznik dwutaryfowy.

## Budowa
Główną częścią składową pieca akumulacyjnego jest blok akumulacyjny (rdzeń). Jest to układ elementów grzejnych (grzałek) oraz kształtek akumulacyjnych. Element ten ma za zadanie przetworzyć energie elektryczną na energię cieplną i zmagazynować ją. Konwersja energii następuje w grzałkach, które zazwyczaj mają kształt litery "U" i przekrój kołowy. Taka budowa pozwala na równomierne rozprowadzenie ciepła do kształtek. Te zaś mają zaabsorbować powstałe ciepło.

## Rodzaje
W zależności od rodzaju pracy rozróżnia się piece:
- statyczne – piece, które nagrzewają się i od razu oddają ciepło aż do całkowitego ostygnięcia. Oddawanie ciepła odbywa się poprzez promieniowanie przez obudowę i konwekcję. W modelach starego typu, mniej zaawansowanych technicznie sterowanie wydajnością cieplną nie jest możliwe, ponieważ w urządzeniu nie da się zatrzymać nagromadzonego ciepła.
- dynamiczne – piece akumulacyjne, które oddają ciepło poprzez wydmuch ciepłego powietrza, a nie przez obudowę. Kanały, którymi wylatuje powietrzne w rdzeniu pieca mają kształt podobny do odwróconej litery U. W tych modelach stosuje się ruchome przysłony kanałów regulowane automatycznie, przez które wypływa ciepłe powietrze. Dzięki nim właśnie możliwa jest regulacja ilości oddawanego ciepła.

## Regulacja pracy pieca
Regulacja pracy pieca ma za zadanie zarówno jak najtaniej, jak i najefektywniej ogrzać dane pomieszczenie. W tym celu w piecach akumulacyjnych dynamicznych wbudowywane są systemy sterujące. System taki odczytuje pewne dane, aby odpowiednio zaprogramować pracę grzejnika. Wpływ na sterowanie piecem mają takie czynniki jak :
- temperatura wewnątrz urządzenia,
- temperatura na zewnątrz ogrzewanego pomieszczenia,
- temperatura wewnątrz pomieszczenia.

## Programowanie pieca
W zależności od potrzeb użytkownika co do ogrzewania danego pomieszczenia lub budynku, w określony sposób programuje się pracę pieca akumulacyjnego. Istnieje kilka opcji, dzięki którym piec może grzać w sposób odpowiadający użytkownikowi.
Jedną z nich jest ustawienie pieca tak, aby włączał się dopiero wtedy, gdy temperatura na zewnątrz spadnie poniżej wybranej wartości. Możliwe jest też takie ustawienie, polegające na utrzymywaniu danej temperatury, przy czym w tym czasie piec będzie pracował z największą mocą.
Natomiast, aby uzyskać odpowiednią temperaturę pomieszczenia o danej porze dnia lub w danym dniu tygodnia stosuje się tzw. programator tygodniowy.

## Zalety i wady
| Zalety                                       | Wady                                                     |
| -------------------------------------------- | -------------------------------------------------------- |
| ekonomiczne – wykorzystują tanią energię     | wysoki koszt zakupu                                      |
| ekologiczne – nie zanieczyszczają środowiska | duże i ciężkie                                           |
| wysoka wydajność energetyczna                | jeden piec zapewnia ogrzanie tylko jednego pomieszczenia |
| możliwość sterowania ogrzewaniem             | długi czas nagrzewania                                   |